# Fuga Sakurai
Fuga Sakurai (japanisch 櫻井 風我 Sakurai Fuga; * 11. September 2000 in der Präfektur Tokio) ist ein japanischer Fußballspieler.

## Karriere
Fuga Sakurai erlernte das Fußballspielen in der Schulmannschaft der Nihon University Fujisawa High School sowie in der Universitätsmannschaft der Meiji-Universität. Seinen ersten Vertrag unterschrieb er am 1. Februar 2023 bei Zweigen Kanazawa. Der Verein aus Kanazawa, einer Stadt in der Präfektur Ishikawa, spielte in der zweiten japanischen Liga. Sein Zweitligadebüt gab Fuga Sakurai am 19. Februar 2023 (1. Spieltag) im Auswärtsspiel gegen Tokyo Verdy. Bei der 1:0-Niederlage wurde er in der 73. Minute für Masaya Kojima eingewechselt. Am Ende der Saison 2023 belegte er mit Zweigen den letzten Tabellenplatz und musste somit den Weg in die dritte Liga antreten.